# 蘇緯達
蘇緯達（1990年11月10日—），為一名台灣棒球選手，目前效立於中華職棒中信兄弟，守備位置為一壘手及三壘手，於2015年選秀會中被中信兄弟以第五指名選走，簽約金230萬元，外加40萬激勵獎金。
高中時期就有球探注意，報載美國職棒紐約洋基隊對其提出20萬美元簽約金的價碼，但因其父親有意見而談不攏。旅外的機會沒掌握，上大學後就難有旅外機會，甚至打職棒前還要通過測試會才能參與選秀。
進職棒後，其打擊教練丘昌榮認為其爆發力值得期待，攻擊型態類似許基宏，而客座打擊教練克魯茲認為其揮棒有大聯盟水準。

## 經歷
蘇緯達出生於臺東縣長濱鄉，具阿美族背景。
- 樟原國小少棒隊
- 台東縣泰源國中青少棒隊
- 國立中興大學附屬臺中高級農業學校青棒隊
- 台灣體育大學台中校區棒球隊（富邦公牛）
- 臺灣體育運動大學棒球隊（富邦公牛）
- 中華職棒兄弟二軍借將（2010年）
- 中華職棒興農二軍借將（2011年）
- 崇越科技棒球隊（2013年）
- 國訓中心棒球隊（2013年9月－2014年8月27日）
- 爆米花夏季聯盟全球人壽國訓隊（2014年5月24日－8月12日）
- 台北市成棒隊（2014年9月－2015年7月）
- 中華職棒中信兄弟（2015年7月31日－）

2016年4月24日，於洲際棒球場與義大犀牛隊的比賽中，不僅擊出生涯首轟，也擊出生涯首支再見安打，獲得單場MVP
2017年5月11日，於台南棒球場與統一7-ELEVEn獅隊的比賽中，三局上半面對投手潘威倫吞下三振，成為潘威倫生涯1000次三振紀錄的苦主。
2019年7月21日，於洲際棒球場對戰統一7-ELEVEn獅隊的比賽中，二局下半面對先發投手潘威倫擊出生涯第一支滿貫全壘打。
2019年8月24日，於洲際棒球場對戰Lamigo桃猿隊，分別在一局下、三局下從翁瑋均手中擊出陽春砲，締造個人職棒生涯首次的單場「雙響砲」。
2020年7月24日，於台南棒球場與統一7-ELEVEn獅隊的比賽中，九局上上來代打面對投手黃竣彥擊出兩分打點全壘打，單季四支代打全壘打破聯盟紀錄，生涯六支代打全壘打平聯盟紀錄。
2020年8月8日，於洲際棒球場與樂天桃猿隊的比賽中，八局下上來代打面對投手張明翔擊出陽春全壘打，單季五支代打全壘打將聯盟紀錄再往上推高，生涯七支代打全壘打更是破聯盟紀錄。

## 職棒生涯成績
| 年度 | 球隊     | 出賽 | 打數 | 安打 | 全壘打 | 打點 | 盜壘 | 四死 | 三振 | 壘打數 | 雙殺打 | 打擊率 | 上壘率 | 長打率 | OPS   |
| ---- | -------- | ---- | ---- | ---- | ------ | ---- | ---- | ---- | ---- | ------ | ------ | ------ | ------ | ------ | ----- |
| 2015 | 中信兄弟 | 4    | 18   | 6    | 0      | 7    | 0    | 0    | 6    | 8      | 0      | 0.333  | 0.333  | 0.444  | 0.777 |
| 2016 | 中信兄弟 | 67   | 165  | 45   | 5      | 30   | 0    | 15   | 51   | 66     | 7      | 0.273  | 0.344  | 0.400  | 0.744 |
| 2017 | 中信兄弟 | 42   | 109  | 29   | 4      | 14   | 1    | 8    | 38   | 50     | 0      | 0.266  | 0.350  | 0.459  | 0.809 |
| 2018 | 中信兄弟 | 68   | 140  | 31   | 5      | 16   | 1    | 11   | 41   | 49     | 0      | 0.221  | 0.288  | 0.350  | 0.638 |
| 2019 | 中信兄弟 | 50   | 102  | 28   | 6      | 26   | 0    | 7    | 31   | 52     | 3      | 0.275  | 0.339  | 0.510  | 0.849 |
| 2020 | 中信兄弟 | 93   | 246  | 72   | 14     | 55   | 1    | 22   | 72   | 134    | 8      | 0.293  | 0.368  | 0.545  | 0.913 |
| 2021 | 中信兄弟 | 36   | 107  | 24   | 4      | 16   | 1    | 13   | 21   | 39     | 2      | 0.224  | 0.315  | 0.364  | 0.679 |
| 2022 | 中信兄弟 | 23   | 43   | 7    | 1      | 4    | 1    | 2    | 11   | 11     | 3      | 0.163  | 0.200  | 0.256  | 0.456 |
| 2023 | 中信兄弟 | 22   | 39   | 8    | 1      | 2    | 0    | 4    | 15   | 13     | 1      | 0.205  | 0.279  | 0.333  | 0.612 |
| 2024 | 中信兄弟 | 13   | 26   | 4    | 0      | 0    | 0    | 8    | 10   | 5      | 0      | 0.154  | 0.353  | 0.192  | 0.545 |
| 合計 | 10年     | 418  | 995  | 254  | 40     | 170  | 5    | 117  | 296  | 427    | 24     | 0.255  | 0.332  | 0.429  | 0.761 |

## 外部連結
- 蘇緯達在台灣棒球維基館上的頁面（繁體中文）
- 蘇緯達在中華職棒官網
- 蘇緯達在Baseball-Reference.com（小聯盟以及海外聯盟）（英语）
- 蘇緯達的Facebook專頁